# Royella sinon
Royella sinon är en snäckart som först beskrevs av Emile Bayle 1880.  Royella sinon ingår i släktet Royella och familjen Cerithiidae. Inga underarter finns listade i Catalogue of Life.